# Метасиликат свинца
Метасиликат свинца — неорганическое соединение,
соль свинца и кремнёвой кислоты с формулой PbSiO3,
бесцветные кристаллы,
не растворяется в воде,
токсичен.

## Получение
- В природе встречается минерал аламосит — PbSiO3 с примесями.
- Обменная реакция между нитратом свинца и метасиликатом натрия:

{\displaystyle {\mathsf {Pb(NO_{3})_{2}+Na_{2}SiO_{3}\ {\xrightarrow {}}\ PbSiO_{3}\downarrow +2NaNO_{3}}}}
- Спекание оксида свинца и диоксида кремния

{\displaystyle {\mathsf {PbO+SiO_{2}\ {\xrightarrow {T}}\ PbSiO_{3}}}}

## Физические свойства
Метасиликат свинца образует бесцветные кристаллы
моноклинной сингонии,
пространственная группа P 2/n,
параметры ячейки a = 1,123 нм, b = 0,708 нм, c = 1,226 нм, β = 113,25°, Z = 4 .
Не растворяется в воде.

## Применение
- Применяют в качестве стабилизатора пластмасс, используемых для изготовления оболочек электрических кабелей.
- Основа плавких красок по фарфору и другой керамике.